# Englische Rugby-Union-Meisterschaft 2011/12
Die Saison 2011/12 von Premiership Rugby war die 25. Saison der obersten Spielklasse der englischen Rugby-Union-Meisterschaft. Aus Sponsoringgründen trug sie den Namen Aviva Premiership. Sie begann am 3. September 2011, umfasste 22 Spieltage (je eine Vor- und Rückrunde) und dauerte bis zum 5. Mai 2012. Anschließend qualifizierten sich die vier bestplatzierten Mannschaften für das Halbfinale, die Halbfinalsieger trafen am 26. Mai 2012 im Finale im Twickenham Stadium aufeinander. Meister wurden erstmals die Harlequins, während die Newcastle Falcons absteigen mussten.

## Aviva Premiership

### Tabelle
M: Letztjähriger Meister

P: Promotion (Aufsteiger) aus der RFU Championship
|     | Team                   | Spiele | Siege | Unent. | Ndlg. | Spiel- punkte | Diff. | Bonus- punkte | Tabellen- punkte |
| --- | ---------------------- | ------ | ----- | ------ | ----- | ------------- | ----- | ------------- | ---------------- |
| 01. | Harlequins             | 22     | 17    | 1      | 4     | 526:389       | + 137 | 5             | 75               |
| 02. | Leicester Tigers       | 22     | 15    | 1      | 6     | 647:475       | + 172 | 12            | 74               |
| 03. | Saracens (M)           | 22     | 16    | 1      | 5     | 489:350       | + 139 | 7             | 73               |
| 04. | Northampton Saints     | 22     | 14    | 0      | 8     | 537:374       | + 163 | 9             | 65               |
| 05. | Exeter Chiefs          | 22     | 12    | 0      | 10    | 436:421       | + 15  | 11            | 59               |
| 06. | Sale Sharks            | 22     | 10    | 0      | 12    | 453:538       | − 85  | 9             | 49               |
| 07. | London Irish           | 22     | 8     | 1      | 13    | 496:509       | − 13  | 12            | 46               |
| 08. | Bath Rugby             | 22     | 9     | 0      | 13    | 365:412       | − 47  | 8             | 44               |
| 09. | Gloucester RFC         | 22     | 8     | 1      | 13    | 449:489       | − 40  | 10            | 44               |
| 10. | Worcester Warriors (P) | 22     | 7     | 1      | 14    | 322:446       | − 124 | 6             | 36               |
| 11. | London Wasps           | 22     | 6     | 0      | 16    | 363:502       | − 139 | 9             | 33               |
| 12. | Newcastle Falcons      | 22     | 6     | 2      | 14    | 351:529       | − 178 | 4             | 32               |

Die Punkte wurden wie folgt verteilt:
- 4 Punkte bei einem Sieg
- 2 Punkte bei einem Unentschieden
- 0 Punkte bei einer Niederlage (vor möglichen Bonuspunkten)
- 1 Bonuspunkt für vier oder mehr Versuche, unabhängig vom Endstand
- 1 Bonuspunkt bei einer Niederlage mit sieben oder weniger Punkten Unterschied

### Playoff
Halbfinale
| 12. Mai 2012 15:45 MEZ | Harlequins                                                                                             | 25 : 23        | Northampton Saints                                                                | The Stoop, London Zuschauer: 12.192 Schiedsrichter: Andrew Small |
| 12. Mai 2012 15:45 MEZ | Versuche: Marler 76. erh. Erhöhungen: Evans (1/1) Straftritte: Evans (6/6) 2., 18., 33., 47., 54., 71. | (9:12) Bericht | Versuche: Dickson 65. n.erh. Straftritte: Lamb (6/7) 10., 16., 20., 36., 56., 60. | The Stoop, London Zuschauer: 12.192 Schiedsrichter: Andrew Small |

| 12. Mai 2012 18:30 MEZ | Leicester Tigers                                                                                             | 24 : 15         | Saracens                                         | Welford Road Stadium, Leicester Zuschauer: 20.173 Schiedsrichter: Dave Pearson |
| 12. Mai 2012 18:30 MEZ | Versuche: Tuilagi 21. erh. Mafi 48. n.erh. Erhöhungen: Ford (1/2) Straftritte: Ford (4/5) 10., 37., 51., 74. | (13:12) Bericht | Erhöhungen: Farrell (5/6) 6., 19., 28., 34., 57. | Welford Road Stadium, Leicester Zuschauer: 20.173 Schiedsrichter: Dave Pearson |

Finale
| 26. Mai 2012 16:00 MEZ | Harlequins | 30 : 23         | Leicester Tigers                                                                                    | Twickenham Stadium, London Schiedsrichter: Wayne Barnes |
| 26. Mai 2012 16:00 MEZ | Versuche: Williams 9. n.erh. Robshaw 56. erh. Erhöhungen: Evans (1/2) Straftritte: Evans (6/6) 2., 22., 38., 44., 47., 65. | (14:13) Bericht | Versuche: Mafi 30. erh. Allen 66. erh. Erhöhungen: Ford (2/2) Straftritte: Ford (3/3) 14., 27., 69. | Twickenham Stadium, London Schiedsrichter: Wayne Barnes |

| 15                 | Mike Brown             |     |
| 14                 | Tom Williams           |     |
| 13                 | George Lowe            |     |
| 12                 | Jordan Turner-Hall     |     |
| 11                 | Ugo Monye              |     |
| 10                 | Nick Evans             | 76. |
| 09                 | Danny Care             |     |
| 08                 | Nick Easter            |     |
| 07                 | Chris Robshaw          |     |
| 06                 | Maurie Fa’asavalu      | 72. |
| 05                 | George Robson          |     |
| 04                 | Ollie Kohn             |     |
| 03                 | James Johnston         |     |
| 02                 | Joe Gray               |     |
| 01                 | Joe Marler             |     |
| Auswechselspieler: |                        |     |
| 16                 | Rob Buchanan           |     |
| 17                 | Mark Lambert           |     |
| 18                 | Will Collier           |     |
| 19                 | Tomas Vallejos Cinalli |     |
| 20                 | Tom Guest              | 72. |
| 21                 | Karl Dickson           |     |
| 22                 | Rory Clegg             | 76. |
| 23                 | Matt Hopper            |     |

| 15                 | Geordan Murphy        |              |
| 14                 | Horacio Agulla        |              |
| 13                 | Manu Tuilagi          |              |
| 12                 | Anthony Allen         |              |
| 11                 | Alesana Tuilagi       |              |
| 10                 | George Ford           |              |
| 09                 | Ben Youngs            |              |
| 08                 | Thomas Waldrom        | 38. bis 48.′ |
| 07                 | Julian Salvi          |              |
| 06                 | Steve Mafi            |              |
| 05                 | Geoff Parling         |              |
| 04                 | George Skivington     | 73.          |
| 03                 | Dan Cole              | 55.          |
| 02                 | George Chuter         | 61.          |
| 01                 | Marcos Ayerza         | 73.          |
| Auswechselspieler: |                       |              |
| 16                 | Tom Youngs            | 61.          |
| 17                 | Logovi’i Mulipola     | 73.          |
| 18                 | Martin Castrogiovanni | 55.          |
| 19                 | Graham Kitchener      | 73.          |
| 20                 | Craig Newby           |              |
| 21                 | Sam Harrison          |              |
| 22                 | Billy Twelvetrees     |              |
| 23                 | Scott Hamilton        |              |

## RFU Championship
Die Saison der zweiten Liga, der RFU Championship, umfasste 22 Spieltage (je eine Vor- und Rückrunde). Die besten acht Mannschaften trafen in zwei Gruppen aufeinander und spielten in Play-offs um einen Platz in der Premiership. Die vier übrigen Mannschaften spielten untereinander einen Absteiger in die National Division One aus.

### Tabelle
P: Promotion (Aufsteiger) aus der National Division One

R: Relegation (Absteiger) aus der Premiership
|     | Team                | Spiele | Siege | Unent. | Ndlg. | Spiel- punkte | Diff. | Bonus- punkte | Tabellen- punkte |
| --- | ------------------- | ------ | ----- | ------ | ----- | ------------- | ----- | ------------- | ---------------- |
| 01. | Bristol Rugby       | 22     | 17    | 0      | 5     | 615:386       | + 229 | 13            | 81               |
| 02. | Bedford Blues       | 22     | 14    | 1      | 7     | 640:476       | + 164 | 16            | 74               |
| 03. | Cornish Pirates     | 22     | 14    | 3      | 5     | 606:464       | + 142 | 12            | 74               |
| 04. | London Welsh        | 22     | 13    | 2      | 7     | 528:432       | + 96  | 10            | 66               |
| 05. | Nottingham RFC      | 22     | 12    | 2      | 8     | 599:465       | + 134 | 10            | 62               |
| 06. | Leeds Carnegie (R)  | 22     | 13    | 1      | 8     | 470:505       | − 35  | 6             | 60               |
| 07. | Rotherham RUFC      | 22     | 11    | 1      | 10    | 469:431       | + 38  | 11            | 57               |
| 08. | Doncaster RFC       | 22     | 9     | 2      | 11    | 467:524       | − 57  | 10            | 50               |
| 09. | London Scottish (P) | 22     | 6     | 0      | 16    | 422:543       | − 121 | 10            | 34               |
| 10. | Moseley RFC         | 22     | 6     | 1      | 15    | 445:634       | − 189 | 7             | 33               |
| 11. | Plymouth Albion     | 22     | 6     | 0      | 16    | 362:528       | − 166 | 6             | 30               |
| 12. | Esher RFC           | 22     | 4     | 1      | 17    | 376:611       | − 235 | 5             | 23               |

Die Punkte wurden wie folgt verteilt:
- 4 Punkte bei einem Sieg
- 2 Punkte bei einem Unentschieden
- 0 Punkte bei einer Niederlage (vor möglichen Bonuspunkten)
- 1 Bonuspunkt für vier oder mehr Versuche, unabhängig vom Endstand
- 1 Bonuspunkt bei einer Niederlage mit sieben oder weniger Punkten Unterschied

### Playoff
Gruppe A
|    | Team           | Spiele | Siege | Unent. | Ndlg. | Spiel- punkte | Diff. | Bonus- punkte | Tabellen- punkte |
| -- | -------------- | ------ | ----- | ------ | ----- | ------------- | ----- | ------------- | ---------------- |
| 1. | Bristol Rugby  | 6      | 4     | 2      | 0     | 185:83        | + 102 | 2             | 25               |
| 2. | London Welsh   | 6      | 4     | 1      | 1     | 171:127       | + 44  | 3             | 23               |
| 3. | Nottingham RFC | 6      | 2     | 1      | 3     | 152:118       | + 34  | 2             | 13               |
| 4. | Doncaster RFC  | 6      | 0     | 0      | 6     | 66:246        | − 180 | 1             | 1                |

Gruppe B
|    | Team            | Spiele | Siege | Unent. | Ndlg. | Spiel- punkte | Diff. | Bonus- punkte | Tabellen- punkte |
| -- | --------------- | ------ | ----- | ------ | ----- | ------------- | ----- | ------------- | ---------------- |
| 1. | Bedford Blues   | 6      | 4     | 1      | 1     | 155:109       | + 46  | 3             | 24               |
| 2. | Cornish Pirates | 6      | 3     | 1      | 2     | 127:133       | − 6   | 2             | 18               |
| 3. | Leeds Carnegie  | 6      | 2     | 2      | 2     | 124:127       | − 3   | 2             | 15               |
| 4. | Rotherham RUFC  | 6      | 1     | 0      | 5     | 88:125        | − 37  | 2             | 6                |

Halbfinale
| 4. Mai 2012 | Bedford Blues | 3 : 13 | London Welsh | Goldington Road, Bedford |
| 4. Mai 2012 |               |        |              | Goldington Road, Bedford |

| 7. Mai 2012 | Cornish Pirates | 45 : 24 | Bristol Rugby | Mennaye Field, Penzance |
| 7. Mai 2012 |                 |         |               | Mennaye Field, Penzance |

| 13. Mai 2012 | London Welsh | 17 : 24 | Bedford Blues | Old Deer Park, Richmond |
| 13. Mai 2012 |              |         |               | Old Deer Park, Richmond |

| 13. Mai 2012 | Bristol Rugby | 29 : 18 | Cornish Pirates | Memorial Stadium, Bristol |
| 13. Mai 2012 |               |         |                 | Memorial Stadium, Bristol |

Finale
| 23. Mai 2012 | Cornish Pirates | 21 : 37 | London Welsh | Mennaye Field, Penzance |
| 23. Mai 2012 |                 |         |              | Mennaye Field, Penzance |

| 30. Mai 2012 | London Welsh | 29 : 20 | Cornish Pirates | Old Deer Park, Richmond |
| 30. Mai 2012 |              |         |                 | Old Deer Park, Richmond |

London Welsh stieg in die Premiership auf.

### Relegationsrunde
|    | Team                | Spiele | Siege | Unent. | Ndlg. | Spiel- punkte | Diff. | Bonus- punkte | Tabellen- punkte |
| -- | ------------------- | ------ | ----- | ------ | ----- | ------------- | ----- | ------------- | ---------------- |
| 1. | Moseley RFC         | 6      | 4     | 0      | 2     | 147:142       | + 5   | 3             | 25               |
| 2. | Plymouth Albion RFC | 6      | 4     | 0      | 2     | 152:115       | + 37  | 2             | 24               |
| 3. | London Scottish FC  | 6      | 2     | 0      | 4     | 102:139       | − 37  | 4             | 18               |
| 4. | Esher RFC           | 6      | 2     | 0      | 4     | 128:133       | − 5   | 4             | 16               |

Esher RFC stieg in die National Division One ab.